# Кол (приток Лиарда)
Кол (англ. Coal) — река в Канаде, протекающая по территории провинций Юкон и Британская Колумбия, один из крупнейших притоков реки Лиард. Длина реки — 79 км.
Берега реки заселены в основном местными жителями. Река, полная рыбой, является основой жизнедеятельности обитателей края.